# اکبرشاه تانا
اکبرشاه تانا (به لاتین: Akbarshah Thana) یک منطقهٔ مسکونی در بنگلادش است که در استان چیتاگونگ واقع شده‌است.